# Consol Tura i Soteras
Consol Tura i Soteras   (Mataró, 1946) és una directora de càsting i dissenyadora de vestuari catalana. El 1968 es va graduar en disseny industrial i d'interiors a l'Escola Massana, i fins 1971 es dedicà al disseny de roba. Començà a treballar al cinema de la mà de Carles Riart i de Bigas Luna, qui posteriorment seria la seva parella sentimental i de treball. El 1976 va debutar com a dissenyadora de vestuari, de càsting i fins i tot com a actriu a Tatuatge, a Bilbao (1978) i Caniche (1979), les tres primeres pel·lícules de Bigas Luna.
Fou la directora de càsting de les pel·lícules de Bigas Luna, encara que també treballà a Mater amatíssima (1980) de Joan Antoni Salgot. Fou dissenyadora de vestuari a Últimas tardes con Teresa (1983) i Victòria! La gran aventura d'un poble (1984) i a Reborn i Angoixa (1987), però després abandonà el disseny de vestuari per centrar-se en el càsting de Jamón, jamón (1992), Huevos de oro (1993); La teta i la lluna (1994), Son de mar (2001) i Jo sóc la Juani (2006), totes de Bigas Luna. També treballà per altres directors com Antonio Chavarrías (Una ombra al jardí, 1988), Rosa Vergés (Boom boom, 1989), Jaime Camino (El llarg hivern, 1991), Marc Recha (Pau i el seu germà, 2000) o Santiago Zannou (El truco del manco, 2008).
També s'ha encarregat de la direcció de càsting a sèries de televisió com Arnau de Lluís Maria Güell (1993) o La febre d'or de Gonzalo Herralde (1993), pel·lícula i minisèrie amb la que va guanyar un dels premis a millor tècnica als XI Premis de Cinematografia de la Generalitat de Catalunya. Posteriorment ha treballat a sèries de gran èxit com Polseres vermelles (2011-2013), Merlí (2015-2018) i Merlí: Sapere aude.